# ييبن
ييبن (بالصينية: 宜宾市 )‏ هي مدينة على مستوى محافظة، في جمهورية الصين الشعبية، تتبع سيتشوان، تبلغ مساحتها 13,283 كيلومتر مربع، رمزها البريدي هو 644000.

## المناخ
يظهر الجدول التالي التغييرات المناخية على مدار السنة لييبن:
| البيانات المناخية لـييبن                                | البيانات المناخية لـييبن | البيانات المناخية لـييبن | البيانات المناخية لـييبن | البيانات المناخية لـييبن | البيانات المناخية لـييبن | البيانات المناخية لـييبن | البيانات المناخية لـييبن | البيانات المناخية لـييبن | البيانات المناخية لـييبن | البيانات المناخية لـييبن | البيانات المناخية لـييبن | البيانات المناخية لـييبن | البيانات المناخية لـييبن |
| الشهر                                                   | يناير                    | فبراير                   | مارس                     | أبريل                    | مايو                     | يونيو                    | يوليو                    | أغسطس                    | سبتمبر                   | أكتوبر                   | نوفمبر                   | ديسمبر                   | المعدل السنوي            |
| ------------------------------------------------------- | ------------------------ | ------------------------ | ------------------------ | ------------------------ | ------------------------ | ------------------------ | ------------------------ | ------------------------ | ------------------------ | ------------------------ | ------------------------ | ------------------------ | ------------------------ |
| الدرجة القصوى °م (°ف)                                   | 19.6 (67.3)              | 25.2 (77.4)              | 32.0 (89.6)              | 34.5 (94.1)              | 37.1 (98.8)              | 37.2 (99.0)              | 38.0 (100.4)             | 40.0 (104.0)             | 38.3 (100.9)             | 31.0 (87.8)              | 26.4 (79.5)              | 19.5 (67.1)              | 40.0 (104.0)             |
| متوسط درجة الحرارة الكبرى °م (°ف)                       | 10.5 (50.9)              | 13.1 (55.6)              | 17.8 (64.0)              | 23.4 (74.1)              | 27.4 (81.3)              | 29.0 (84.2)              | 31.5 (88.7)              | 31.3 (88.3)              | 27.0 (80.6)              | 21.6 (70.9)              | 17.3 (63.1)              | 11.8 (53.2)              | 21.8 (71.2)              |
| المتوسط اليومي °م (°ف)                                  | 7.9 (46.2)               | 9.9 (49.8)               | 13.8 (56.8)              | 18.8 (65.8)              | 22.7 (72.9)              | 24.7 (76.5)              | 26.9 (80.4)              | 26.6 (79.9)              | 23.1 (73.6)              | 18.4 (65.1)              | 14.2 (57.6)              | 9.3 (48.7)               | 18.0 (64.4)              |
| متوسط درجة الحرارة الصغرى °م (°ف)                       | 6.0 (42.8)               | 7.8 (46.0)               | 11.1 (52.0)              | 15.5 (59.9)              | 19.3 (66.7)              | 21.7 (71.1)              | 23.7 (74.7)              | 23.4 (74.1)              | 20.5 (68.9)              | 16.4 (61.5)              | 12.3 (54.1)              | 7.5 (45.5)               | 15.4 (59.8)              |
| أدنى درجة حرارة °م (°ف)                                 | −1.0 (30.2)              | 0.4 (32.7)               | 1.1 (34.0)               | 7.1 (44.8)               | 10.3 (50.5)              | 16.0 (60.8)              | 18.5 (65.3)              | 17.8 (64.0)              | 14.5 (58.1)              | 5.9 (42.6)               | 3.4 (38.1)               | −1.4 (29.5)              | −1.4 (29.5)              |
| الهطول مم (إنش)                                         | 17.1 (0.67)              | 24.6 (0.97)              | 34.2 (1.35)              | 62.0 (2.44)              | 101.6 (4.00)             | 154.4 (6.08)             | 228.7 (9.00)             | 177.5 (6.99)             | 107.9 (4.25)             | 58.5 (2.30)              | 33.5 (1.32)              | 17.5 (0.69)              | 1٬017٫5 (40.06)          |
| متوسط أيام هطول الأمطار (≥ 0.1 mm)                      | 11.2                     | 12.5                     | 13.2                     | 14.1                     | 16.3                     | 17.1                     | 14.7                     | 13.4                     | 16.3                     | 16.6                     | 12.0                     | 10.5                     | 167.9                    |
| متوسط الرطوبة النسبية (%)                               | 85                       | 82                       | 78                       | 75                       | 74                       | 80                       | 81                       | 80                       | 82                       | 84                       | 83                       | 84                       | 81                       |
| ساعات سطوع الشمس الشهرية                                | 32.1                     | 39.6                     | 78.5                     | 116.0                    | 116.9                    | 107.7                    | 147.2                    | 169.0                    | 81.6                     | 53.1                     | 45.8                     | 30.7                     | 1٬018٫2                  |
| نسبة وصول أشعة الشمس                                    | 10                       | 13                       | 21                       | 30                       | 28                       | 26                       | 35                       | 42                       | 22                       | 15                       | 14                       | 10                       | 23                       |
| المصدر #1: China Meteorological Data Service Center     |                          |                          |                          |                          |                          |                          |                          |                          |                          |                          |                          |                          |                          |
| المصدر #2: Weather China (precipitation days 1971–2000) |                          |                          |                          |                          |                          |                          |                          |                          |                          |                          |                          |                          |                          |

## التقسيمات الإدارية
- Cuiping, Yibin [الإنجليزية]‏
- Nanxi, Yibin [الإنجليزية]‏
- Xuzhou, Yibin [الإنجليزية]‏
- Jiang'an County [الإنجليزية]‏
- Changning County, Sichuan [الإنجليزية]‏
- Gao County [الإنجليزية]‏
- Gong County, Sichuan [الإنجليزية]‏
- Junlian County [الإنجليزية]‏
- Xingwen County [الإنجليزية]‏
- Pingshan County, Sichuan [الإنجليزية]‏.

## توأمة
لييبن اتفاقيات توأمة مع:
- بينزا [6]

## أعلام
- تشونغ تشانغ